# Зірне

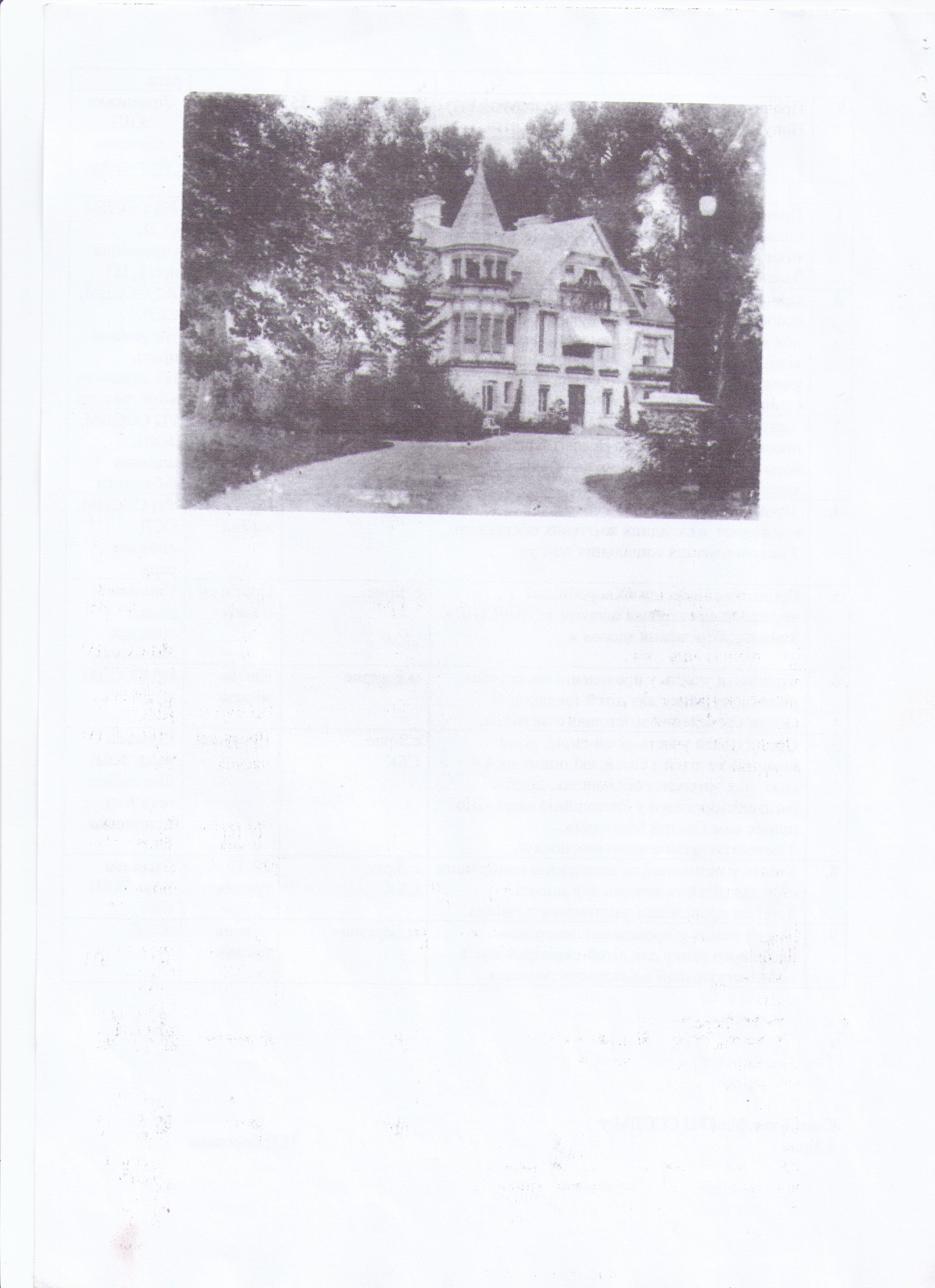
Палац пана Малинського с. Зірне

Зі́рне (також Зорно[уточнити]) — село в Україні, у Рівненському районі Рівненської області. Населення становить 2546 осіб. Раніше було центром Зірнянської сільської ради.
Промисловий (спиртовий та торфобрикетний заводи) та культурний (будинок культури, бібліотека) центр.
Великий дендропарк — Зірненський парк. В селі є середня школа (426 учнів), та 5 закладів громадського харчування (серед них «Берізка», «Родина», «Мрія»,  «Чарівниця», та «Любисток».

## Історія

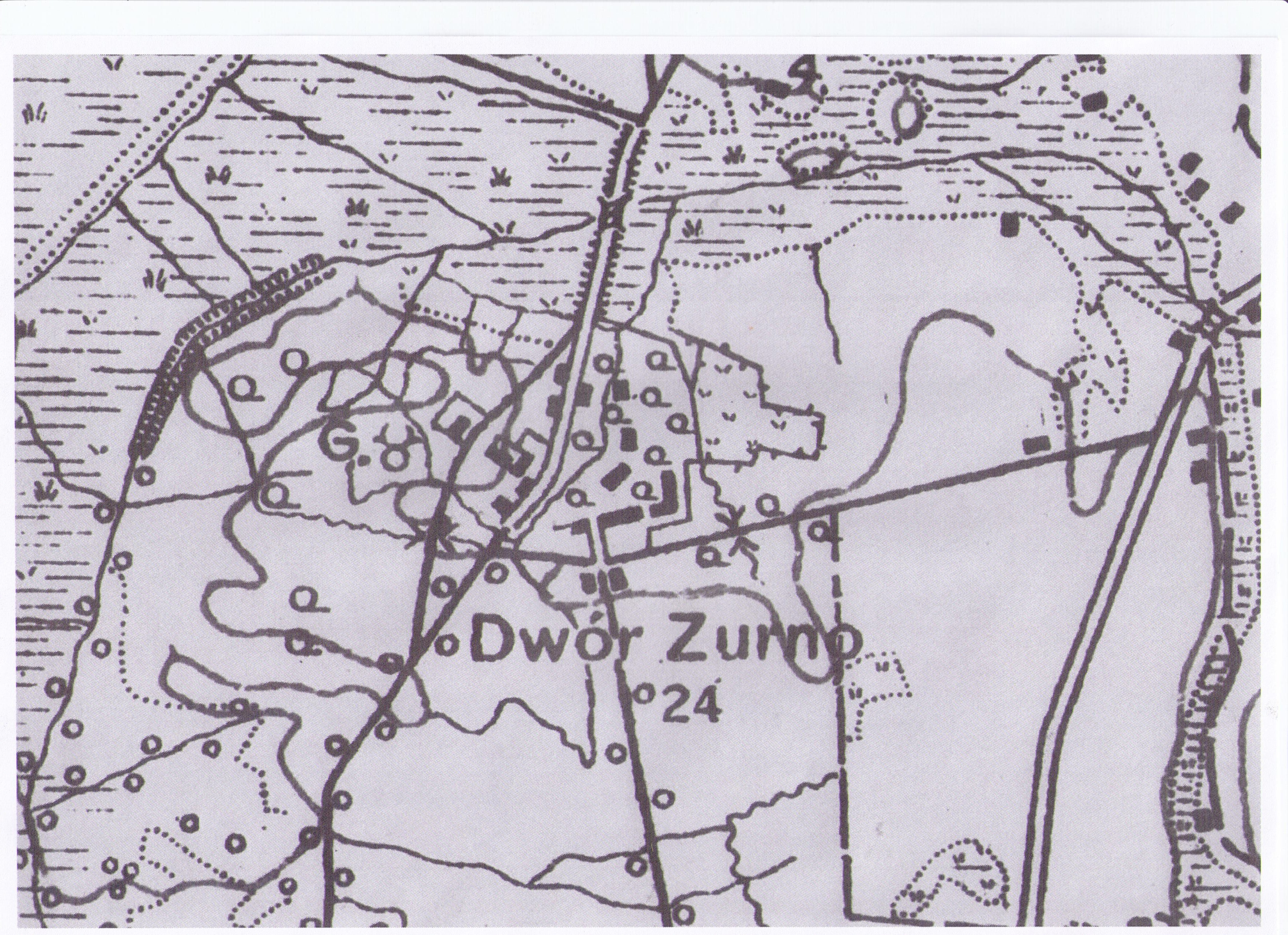
Викопіровка з карти с. Зірне 60-ті роки XIX ст.

## Історія[3]

### З XIX століття до 1939 року
Історія населеного пункту Зірне починається в другій половині XIX століття. Саме тоді у спадок від одного з найбільших землевласників Волині Михайла Коржанівського переходять навколишні землі до Михайла Малинського, що був одружений з його близькою родичкою. На території Березнівського району Малинський володів 18 тисячами десятин лісу і 700 десятинами орної землі.
В 70-х роках XIX століття неподалік від Березного Михайло закладає новий маєток. Його назву пов'язують з іменем сина Зурена, що загинув в молодому віці. Ця назва закріпилось за новим маєтком, а потім і населеним пунктом перейменована на Зірне. Місцевість була вибрана не дуже вдало — близьке болото в урочищі Гало, знижені, перезволожені. Поступово було зведено будівлі для обслуги, управителя палацу Малинських, електростанція, генератор якої приводила в рух парова машина, господарський двір для худоби, склад для насіневого зерна, конюшня. Для забезпечення маєтку водою, споруджується водонапірна вежа, яка збереглася і працює донині. Окрасою маєтку стала прекрасна будівля триповерхового палацу з пробкового дерева, що був зведений у стилі модерн. Місцеві жителі дивувалися красі палацу — інтер'єри його 44 кімнат були вишукано оздоблені дзеркалами, хрустальними люстрами, паркетною підлогою на свинцевій основі, кахельними грубками, для опалення, на вікнах висіли важкі гардини, всюди висіли картини. Перекази доносять деякі подробиці цього будівництва — матеріали возили з-за кордону, тисячі селян вимощували возами болотисту місцевість, осушували за допомогою вручну проритих каналів. Залишки їх ще й зараз подекуди збереглися в селі. Малинський для осушення земель його маєтку запросив так звану «Західну експедицію з осушення боліт», якою керував відомий геолог І. І. Жилінський. З 1874 по 1897 роки експедиція працювала на території Прип'ятського Полісся. У складі експедиції працювали відомі вчені - ґрунтознавці О. П. Карпінський, В. В. Докучаєв, О. І. Волков, Г. І. Танфільєв, що вели ґрунтознавчі і геоботанічні наукові дослідження.
В кінці XIX століття біля мастку закладається прекрасний парк площею 17 га. Керував спорудженням парку садівник Вольський. Парк був спланований зі смаком, наймані робітники висадили біля сотні порід дерев, деякі привезено з-за кордону, розбиті доріжки, що освітлювались карбідними ліхтарями, викопано три ставки, у яких розводили рибу, прогулювались на човнах, відпочивали в літній альтанці на острівку, насипаному посеред найбільшого ставка біля палацу. Неподалік ставка знаходився звіринець, подалі невелика художня майстерня, де любив працювати нащадок Михайла Малинського Емануель. З західної сторони парк обнесений був цегляною огорожею з воротами зі сторони Березного і хвірткою до господарського двору. Решта парку обгороджена дощатим парканом. В'їзд і сам парк охороняла неозброєна охорона. І до сьогодні збереглися віковічні ялини, сосна Веймутова. модрини, кедри, навесні повсюду цвіте жасмин. Особливо багато в парку кленів, які багряно горять щоосені своїм листям, встеляючи стару бруковану алею і навіюють легенду про палке кохання молодої пари Малинських: Емануеля та Анни. Молода дружина попросила у дарунок …. осінь. Справжнє кохання творить дива і незабаром почалося будівництво зеленої казки. Так справжнє кохання створило це зелене диво, що вже більше ста років милує своєю красою у всі пори року.
В 1905 році з Березно переноситься невелика ґуральня, яка працювала сезонно 2-3 місяці на власній сировині. В основному використовували для виробництва спирту-сирцю картоплю і ячмінь для солоду. Готову продукцію відправляли на станцію Малинськ, Поліської залізниці, у бочках кіньми, а звідти до Львова. Працювало 5-6 робітників під керівництвом гужеляна поляка Гедза. Потужність ґуральні в 1907 році склала 26 000 відер за ціною 25000 рублів. Виробництво щороку збільшувалось і вже в 1915 році працювало 44 робітники. Ґуральня мала парову машину французького виробництва, яка працювала на дровах, а потім і на місцевому торфі.
Фільварок Малинський розташував на найкращих в околицях землях. На 14 жовтня 1924 року у володіннях Малинського в Зурному було 302 десятини орної землі і 32 постійні робітники. Для них в маєтку побудували 6 робітничих бараків на 4 сім'ї кожний, один з них був двоповерховий. Господарський двір і 199 десятин землі розташовувались в урочищі Чорнило. Обслуговувало його 8 робітників з управляючим Лясотою. Малинський після смерті своєї дружини рідко став з'являтися в своєму родовому мастку. Весь свій час, проводив за кордоном. До 1920-х років управителем маєтку був Міхал Ястжембовський. а потім Береювський. Контора управителя разом з бухгалтерією і касою переїжджає з середини 20-х в Зурно. Для сезонних робіт наймались постійно жителі навколишніх сіл ї хуторів: Білки, Чорнила. Занакоту, Полиці, Чагарів. Постійно працюючі робітники отримували крім платні безкоштовно дрова, без оплати проживали в квартирах, випасали свою худобу разом з панською, могли отримати після одруження дерево на будівництво і землі до 5 десятин безкоштовно. При маєтку працювали ковалі, шорники, стельмахи. Кузня була неподалік ґуральні, ковалями були Юзеф Жилінський та Євген Кржицький. Фільварок мав два фруктові сади — менший в Зурному і 25 гектарний в Чорнилі, оранжерею, де цілий рік вирощували квіти, огород і ягідник.
З 1925 року для потреб польської армії почали вирощувати коней. Це була вигідна справа — бойовий кінь коштував 1000—1200 злотих, коли робочий тільки 80-120. За рік продавали 5-8 скакунів на аукціонах в Луцьку. Цим займався Володимир Дзендзеловський.
Після Ризького миру березня 1921 року наші землі відійшли до Речі Посполитої. На території Березнівського району була побудована потужна залізобетонна лінія оборони по Случі і далі по Горині. В маєтку до 1939 року стояв ескадрон Польської охорони пограничней, звідки вони виходили на бойове чергування кордону.

### Період 1939—1941рр.
17 вересня 1939 р. принесло нашому краю зміну влади. 4 грудня 1939 року створена Рівненська область, а територія нинішнього Березні вського району ввійшла до Костопільського. Рішенням Костопільської повітової ради депутатів трудящих у пана Малинського було націоналізовано електростанцію, водокачку, спиртзавод, а також всі поміщицькі землі та ліси: за даними Рівненського обласного державного архіву 7б0 га. На землях маєтку в 1940 році створено колгосп їм. 17 вересня, який очолив Євтушок Сильвестр Миронович. Тоді ж створено МТС, директором якої був Кончаков.

### Село в часи Другої світової війни
Окупація нашого села відбулася 6 липня 1941 р. Німці не спішили ліквідовувати такий «винахід» Сталіна як колгоспи. Вони були зручною формою викачування ресурсів як для радянської влади, так і для німецького режиму. На землях маєтку Малинського було створене одне з трьох в районі німецьке державне господарство, управляючим якого був виходець із Дубного. З навколишніх хуторів окупанти зібрали худобу і розмістили в панському корівнику (нинішній зерносклад). Доглядали худобу жителі, які на той час проживали в Зірному в робітничих квартирах. Постійних робітників було чоловік 7-10. Також німці за допомогою примусових робітників, яких на роботу визначав староста з кожного господарства, засівали колишні панські поля, в основному житом і вівсом. В районі вулиці Висоцького розмішувався город, завідувачем якого був Тихон Никитюк. Влітку 1942 року на роботі в городі німці використовували з березнівського гетто євреїв, аж до їхнього розстрілу в серпні 1942 року. В розпорядженні господарства було 2 трактори, один із них залишився від попередньої МТС, його не встигли евакуювати і покинули в районі села Теклівка.
В період окупації для потреб Вермахту працював і спиртзавод. В грудні 1942 р. на господарство здійснили напад партизани. Вони побили охорону господарського двору, забрали їх із собою і вивезли всю худобу. Також вивезли із спиртзаводу спирт.
В 1942 році почався набір молоді на роботу в Німеччину.
Бували сутички із поляками. В справжню різанину вилилось українсько-польське протистояння в роки війни. Польські і українські народи стали заручниками, як гітлерівської політики, так і польської. Німці, проводячи свої акції проти бандерівців, завжди використовували польських поліцаїв. З метою роздмухати українсько-польську ворожнечу, вся допоміжна поліція Березного, у кількості 200 чоловік, була виключно з місцевих поляків. В польській колонії Липники діяв загін самооборони. Виходило, що українців на своїй землі вбивали поляки. Другою причиною стали політичні цілі поляків — вони розглядали наші землі, як частину Речі Посполитої і розгорнули масовий національно-визвольний рух. У відповідь бандерівці без розбору вбивали місцевих поляків, які жили в колонії Липники і в навколишніх хуторах. Робили їх німці разом з польськими поліціянтами. В січні 1943 року запалали хати українців. Біля хутора Чорнило були спалені господарства членів організації братів Тодоха. Неподалік спалили Хотинців (вуличне). 5 лютого запалав Занакот.
Вершиною українсько-польського протистояння стало знищення польської колонії Липники. 25 березня 1943 році вночі колонія була оточена військами УПА і спалена, а жителів було вбито.
З'являлися на хуторі Занакот і ковпаківці. Під час свого перебування в районі вони влітку 1943 року зробили засідку в селі Яблуне і перебили німецький обоз разом з українцями-їздовими. В урочищі «Дражня» пограбували продовольчий склад УПА, а в Занакоті реквізували коней. Повторно червоні партизани з'явилися в селі 8 січня 1944 р. За цегляним парканом парку, польська поліція влаштувала засідку і зустріла радянських партизан шквальним вогнем. З боку останніх було дуже багато вбитих, але це був їх останній бій. Внаслідок проведення Житомирсько-Бердичівської операції військами 181-ї стрілецької і 121-ї гвардійської стрілецької дивізії, командуючі генерали О. А. Сараєв і Л. Д. Червоній спільно з партизанськими з'єднаннями І. І. Шитова та С. Ф. Малікова відвоювали Березне, а разом і Зірне від нацистських окупантів.
Повернення Червоної Армії не принесло миру і спокою. Бандерівський рух не склав зброї, а повернув її проти окупаційної радянської влади і її політики. Кривава різанина і вбивства розпочалися з новою силою.
Матеріальні збитки від німецького панування склали 200000 крб., повністю спалено хутір Чорнило, руїни села Зірне становили 10 % , 80 чоловік вивезено до Німеччини, 8 чоловік загинуло в бою, 4 — померло від ран, 4 - пропали безвісти. Вже в 1944 році була проведена масова, майже суцільна мобілізація в ряди Червоної Армії, а тих, що ухилилися всілякими способами, потім залучили до примусової відбудови і роботи в народному господарстві.

## Інфраструктура
На початку квітня 2019 року в селі було відкрито другу в області амбулаторію за програмою “Доступна медицина”.

## Населення
За переписом населення 2001 року в селі мешкало 2 538 осіб.

### Мова
Розподіл населення за рідною мовою за даними перепису 2001 року:
| Мова       | Відсоток |
| ---------- | -------- |
| українська | 99,25 %  |
| російська  | 0,71 %   |
| вірменська | 0,04 %   |

## Персоналії. Видатні постаті
- Андрушко Людмила Миколаївна — український мистецтвознавець.
- Пашинський Сергій Володимирович — український політик. Народний депутат України чотирьох скликань, голова Комітету Верховної Ради України з питань національної безпеки і оборони.
- Романюк Віктор Миколайович — народний депутат України VIII-го скликання, український громадський та політичний діяч. Член МДО «Депутатський контроль».

### Емануель Малинський
Емануель (повне ім'я Марек Емануель Віт) Малинський народився в Страсну П'ятницю 26 березня 1875 року в с. Зурному Ровенського повіту на Волині. Мати Еманкеля — баронеса Аннетт (Анна) фон Врангель, родом із Курляндії з аристократичної родини. Батько — дубенський маршалок Михайло Малинський.
Великі зв'язки батька і матері відкрили можливість отримання освіти в кращих закладах Європи — від католицької школи в Санкт-Петербурзі до університету в Лондоні. Він займався кінним спортом, тенісом, прекрасно стріляв та займався фехтуванням мечем. На освіту Емануеля великий вплив мав дядько Джон II граф Малинський, відомий у Франції літератор, який вів дружбу з королівською родиною. І після його смерті в 1903 році отримує статус графа, бо був його єдиним спадкоємцем. Спадок дядька, оцінений у 2,5 млн рублів, відкрив нові перспективи перед Емануелем Малинським. До Першої світової війни граф Малинський проживав на знаменитій паризькій авеню дю Буа де Булонь і його будинок було змодельовано з королівського Версалю. З 1904 року Емануель Малинський організовує низку престижних фехтувальних турнірів, засновує нагороду за стрільбу і вважається одним із ініціаторів обֹ’єднаних французьких шкіл фехтування. Був надзвичайно щедрою людиною, надавав фінансову допомогу храмам (в тому числі і православним), спортивним клубам, сирітським притулкам. Був другом Петра Столипіна, Сергія Вітте, мав доступ до імперераторського трону в Санкт-Петербурзі, Луї Барту, Чарльза де Ламбера, графа Йосипа Потоцького, піонерів авіації братів Райт, глави французьких авіаліній, поета і письменника Габриеля д'Аннунціо і Фердинанда Оссендовського, актриси Сари Бернар і балерини Клео де Мерод.
В жовтні 1909 році Емануель у літаку типу «Райт», під керуванням графа де Ламберта, здійснює перший у світі успішний політ в якості пасажира і в цьому ж році починає навчання у першій в світі льотній школі, яку заснували брати Райт під керівництвом знаменитого Тіссандьє. 29 серпня 1910 році Емануель Малинський отримує сертифікат № 209 Аероклубу Франції на право керування власним літаком «Варшава» і стає одним із перших польських пілотів. 4 лютого 1911 року граф стає членом французького Аероклубу пілотів-авіаторів під № 354.В 1910 році він здійснив повітряний політ Етамп-Орлеан-Шартр-Етамп. Восени 1911-го — перший політ над Волинню, подолавши за несприятливих умов понад 400 км і досягнувши висоти близько 1000 метрів.
Під час Першої світової війни Малинський, який вважався одним із кращих спеціалістів світової авіації, займається розробкою нових конструкцій літаків для авіакомпаній. В 1917 році бере участь в повітряних боях проти французької армії (член французького Аероклубу!). Після війни у 20-ті роки ХХ ст. ввійшов до приватної авіакомпанії, літав між Парижем і Лозанною, мав кілька приватних літаків.
Завдяки міцному економічному та фінансовому становищу Емануель Малинський має змогу подорожувати по всьому світу. У справах бізнесу неодноразово відвідував Канаду і Сполученні Штати. У 1905 році Малинський протягом декількох місяців жив в Північній Америці, здійснивши авантюрну подорож зі східного узбережжя до Каліфорнії. Відвідав Нью-Йорк, Ніагарський водоспад в Північні Дакоті, штат Колорадо з унікальним каньйоном, вивчав життя мормонів у Солт-Лейк-Сіті, зустрічався з індіанцями в Айдахо, відвідав Портленд, Орегон, Сан-Франциско, Каліфорнію. На рубежі 1910—1911 років побував в Індії. У листопаді того ж року вирушив до Австралії. У 1913 році знову побував в Канаді, видвідавши Онтаріо, здійснив візит до Америки 1926 року.
Помер Емануель Малинський, справжній польський аристократ, у швейцарські Лозанні у віці 63 роки 17 травня 1938 року.

### Мартинов Парфен Трохимович

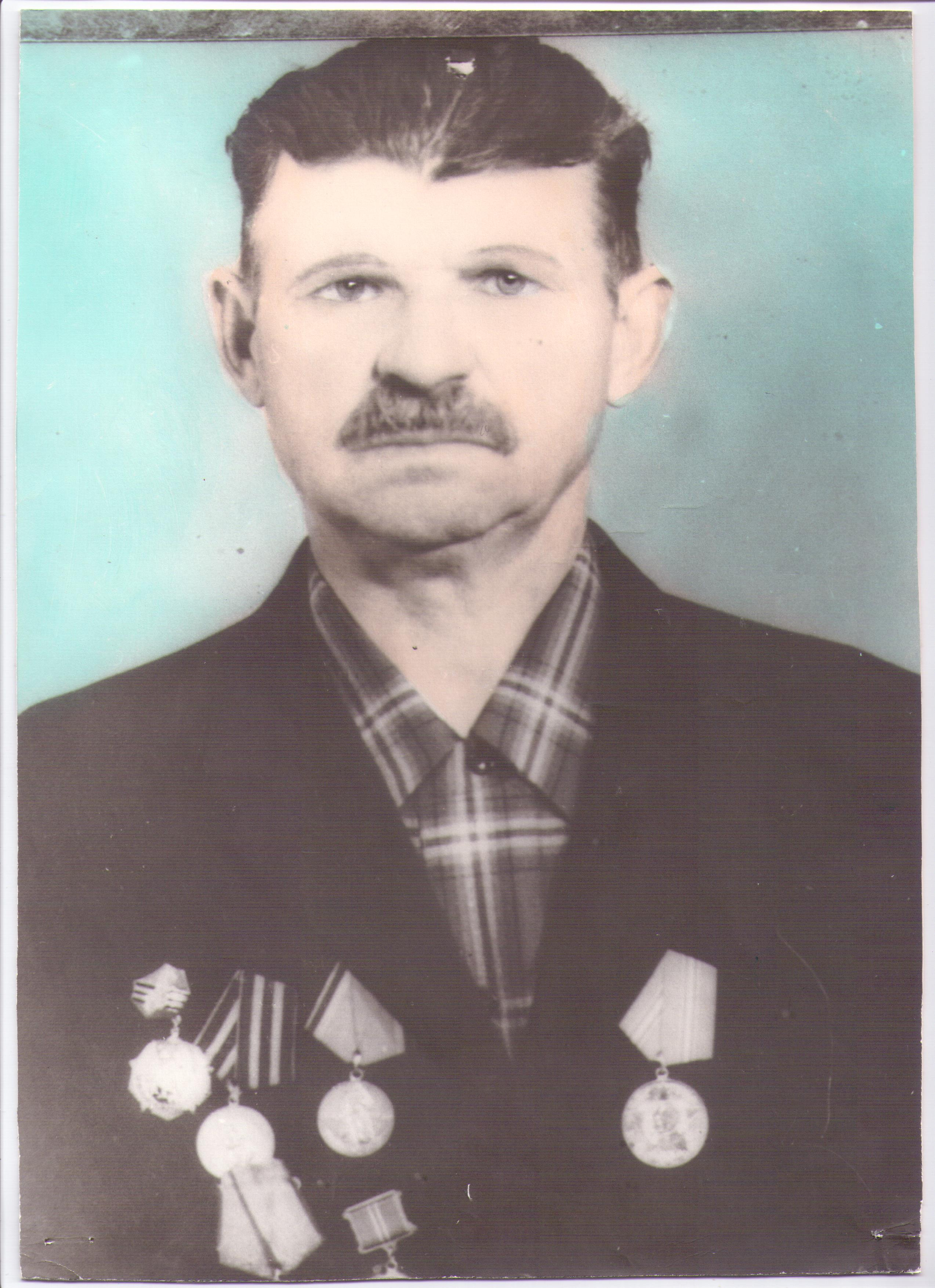
Мартинов Парфен Трохимович

Народився 7 лютого 1915 року в с. Білка Березнівського району Рівненської області. Навчався у Білці в польській школі, закінчив чотири класи.
З окупацією краю Радянською Армією був мобілізований на фронт в 1944 році. За роки служби бойовий шлях проліг з Білорусі до Берліна. Був два рази поранений у руку і легені. Потрапив у полон, але зумів вибратися з полону, і перейшовши лінію фронту, знову воював.
Під час війни особливо запам'яталася переправа через Одер. Під час форсування загинуло багато радянських солдат. Війну закінчив в Берліні. З поверненням додому все життя працював в колгоспі імені Шевченка села Зірне.
Нагороджений медаллю «За відвагу».

### Кондратович Олексій Терентійович

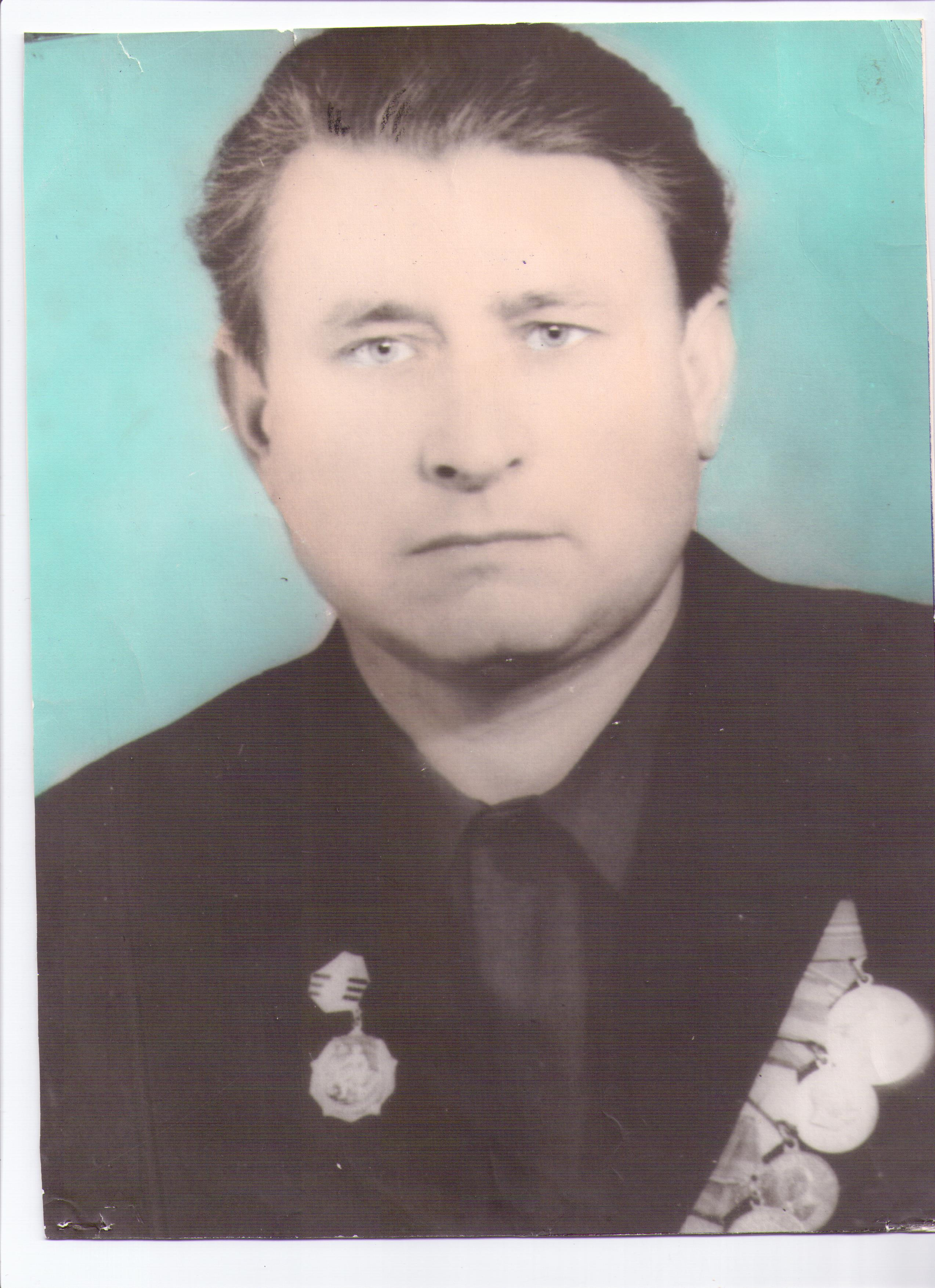
Кондратович Олексій Терентійович

Народився в 1.04.1928 році в селі Яблунне Березнівського району Рівненської області. В 11 років закінчив 4 класи польської початкової школи. Після 1939 року, коли Радянська армія прийшла в західні області України, одним із перших був прийнятий в піонери.
В 1944 році у віці 16 років пішов добровольцем на фронт. Брав участь у відвоюванні західних областей України. Служив у 108 стрілецькій дивізії 444 стрілецького полку рядовим бійцем танкового десанту. Визволяв місто Ковель. Після форсування Західного Бугу, визволяв територію Польщі від нацистів. Брав участь у боях за визволення концтабору Тремблінки і власними очима бачив звірства нацистських нелюдів, де у п'яти свіжовиритих траншеях було виявлено 6 тисяч, в основному, радянських військовополонених замучених і розстріляних.
Після форсування річки Нарва, почався наступ на Варшаву. 16 січня 1945 року при визволені Варшави поранений у праву ногу осколком німецької міни.
Почався наступ на Німеччину. Форсував річку Одер, до кінця війни брав участь у окупації німецьких міст: Бреслау, Штеттін, Вольденбург, Дахау, Штральзуні, Зорау, Нойхамерира.
Війна закінчилася для Олексія Терентійовича в 22 механізованій дивізії 80 механізованого полку, ле вони вели бої в 113 км. Від Берліна з військами есесівців і власівців. Там же в лісі їх застав День Перемоги. До їх приїхали представники американської армії. Бої закінчилися 21 червня 1945 року. Після чого Кондратович О. Т. служив на території Німеччини до 1950 року. 20 років Олексій Терентійович працював в Зірненському побуткомбінаті, 6 років учителем трудового навчання в Зірненській загальноосвітній школі.
Нагороджений орденом «Вітчизняної війни»,
медалями: «За відвагу», «За визволення Варшави», Медаль «За победу над Германией» та інші.

### Українське націоналістичне підпілля в роки Другої світової війни
Навколишні хутори були осередками українського національного руху ще за часів Речі Посполитої — на хуторі Полиці діяв осередок «Просвіти» під керівництвом Луцика Андрія, у Занакоті — український хор під керівництвом Драганчука Петра. Також хутір Занакот був центром визвольного руху — тут був створений осередок ОУН. Як Польщі, так і радянській владі українська «самостійність» була ні до чого. З початком 1940 року починаються репресії проти діячів визвольного руху Західної України і просто національно свідомих українців — вони становили реальну загрозу радянському пануванню. Навесні 1940 року Березнівський відділ НКВД провів арешти членів ОУН в Занакоті: Козлюка Андрія і Козлюка Стаха. Вони були заарештовані новою владою за свої переконання, адже якихось акцій проти нової влади не робили. Нічого не знайшли і під час ретельного обшуку їхніх господарств. Відбували вони ув'язнення в Дубнівський тюрмі. З приходом німців осередок ОУН почав розширюватися, до роботи залучали все нових і нових членів. Деякі сім'ї повним складом або були членами ОУН, або виконували різні доручення. Очолював осередок в роки окупації в Занакоті Козлюк Корній, молодшою сіткою опікувався Бецько Олексій. Активними членами мережі були Драганчук Густен, Новачок Тарас, Борейчуки Леонід і Григорій, Драганчук Петро, Луцики. Ситуація у відносинах з окупантами почала мінятися згодом. В 1942 році почався набір молоді на роботу в Німеччину. ОУН перешкоджало цьому. Проти членів ОУН і їхніх сімей початися масові акції. Робили їх німці разом з польськими поліціянтами. Як згадує член ОУН Симончук Олександр, самі німці не знали поіменно українських підпільників, адже навіть самі члени ОУН не знали про перебування в організації один одного, адже з самого початку виникнення мережі ОУН вона дотримувалась суворої конспірації, Він переконаний, що це справа рук місцевих поляків, які видавали українців німцям через своїх інформаторів, адже на наших землях поляки жили поруч з українцями. Опинився в організації і Симончук Олександр. Перебував спочатку в таборі, у лісі біля Хотиня. В повстанському таборі став зв'язковим — через хворобу ніг воювати в УПА не міг. Лісовими стежками носив донесення, або проводив повстанців теренами нашої місцевості. На Пасху 1943 року пішки вирушили до села Тростянець, там тоді був цілий партизанський край. Урочисто, після святкового богослужіння, що провів того дня батюшка з Моквина, прийняли присягу перед лавами повстанців. Людей було дуже багато, шеренги прикрашали жовто- блакитні українські прапори. Пробули там цілу весну 1943 року. Отримав псевдо «Сокіл». Брат Андрій, що був старший (1921 року народження) пішов разом з Борейчуком Леонідом в УПА. Андрій був у сотні Дубового, а Леонід очолив курінь УПА, мав псевдо «Стрибайло». Про розмах націоналістичного підпілля свідчить кількість його учасників — жителів хутора, які включені до Книги Пам'яті і Слави Волині. Крім учасників було багато співчуваючих. Все це свідчить, що місцеві жителі віддали перевагу боротьбі за самостійну Україну.

### Післявоєнний період

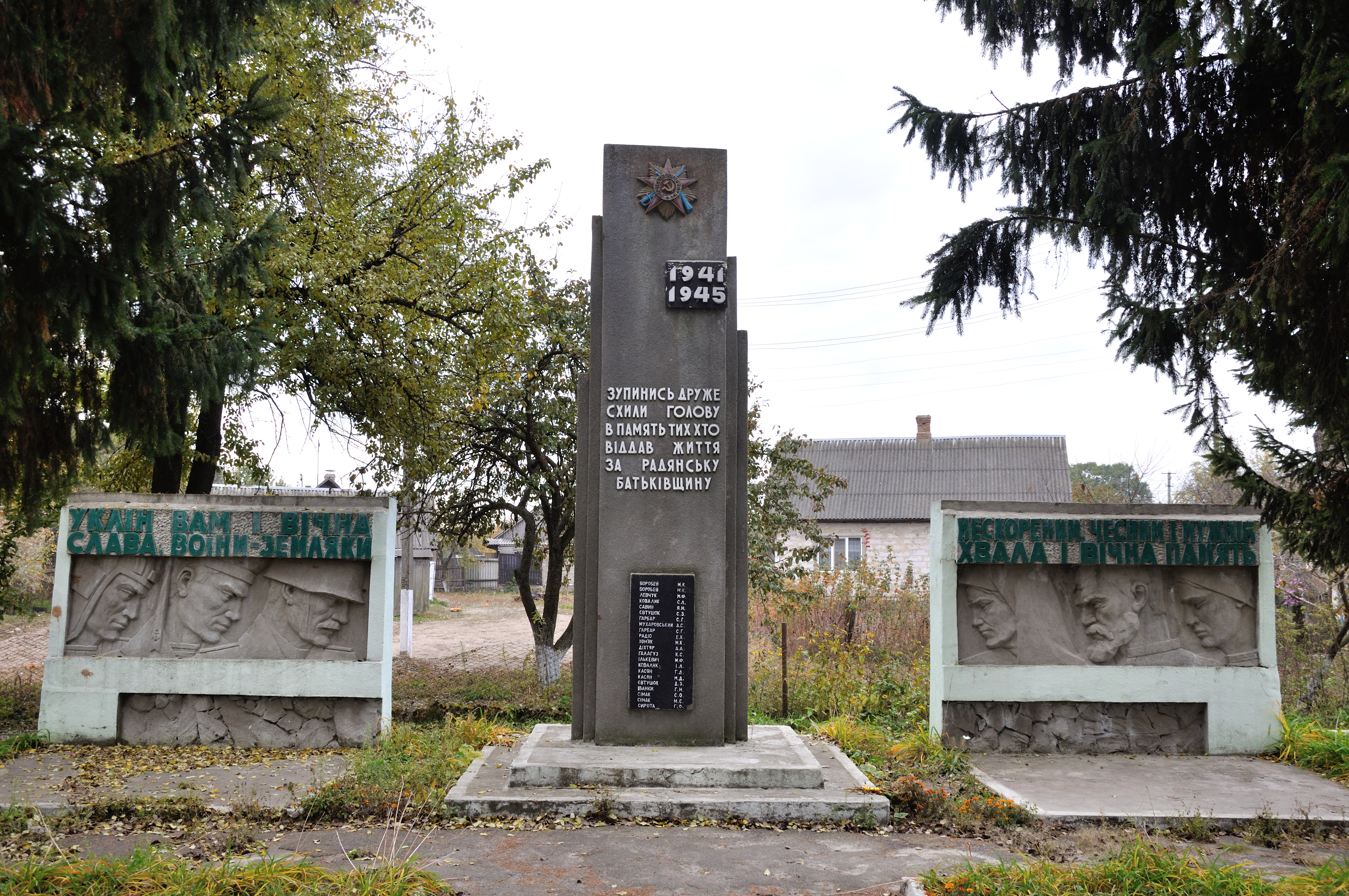
Пам'ятник воїнам-односельчанам

1 лютого 1944 року було закінчено відбудову і запущено в роботу спиртзавод. 28 квітня 1945 року рішенням Березнівської районної ради відновлюється колгосп на базі колишнього поміщицького маєтку, отримавши ім'я Й. Сталіна. Все майно і землі маєтку передавались колгоспу. Першим головою колгоспу став Тимчук Семен Йосипович. На базі маєтку після війни відновила свою роботу Березнівська МТС, яка зайняла колишні приміщення конюшні та будинків управителя і прислуги Малинського. Директором МТС був Ткаченко Іван Григорович, що був направлений в село з Києва. Сюди ж в МТС направили значну частину механізаторів і спеціалістів середньої ланки із Східної України, так як більшість місцевого населення не тільки не мала відповідної професійної підготовки, а й будь-якої освіти. Матеріально-технічна база МТС в 40-х роках була низькою. Станція надавала послуги в основному з обмолоту хліба паровим локомобілем. Декілька стареньких тракторів не могли суттєво вплинути на механізацію колгоспного виробництва цілого району. Тут же була створена жіноча тракторна бригада, яку очолила Левчук Уляна. МТС після хрущовських реорганізацій в 1958 році переводять до райцентру, а техніка була продана колгоспам.
В 1949 році ланка колгоспу у складі ланкової Чухрай Парасковії Федорівни і членів ланки Конєвої Марії Іванівни та Мацько Юлії Іллівни були одними з першими в області нагороджені урядовими нагородами за розвиток колгоспного будівництва — орденом Леніна і орденами Трудового Червоного прапора відповідно. Ланка зібрала рекордний в області врожай жита — 25, 22 ц/га. Це були не останні трудові здобутки колгоспників молодого господарства. Ланка Чухрай П. відзначилася в 1950 році вагомим врожаєм картоплі в 301,8 ц/га, свинарка Четвертак Т. С. добивалась в середньому по 17-22 поросяти на одну свиноматку, коли в середньому по району цей показник становив 2,6 поросяти. Трудові рекорди підхопили доярки колгоспу — Осипчук Ніна Микитівна та Марчук Уляна Оверківна. Вони також були відзначені високими урядовими нагородами: трудівниці були нагороджені орденом Леніна та орденом Трудового Червоного Прапора. Разом з ними найвищої урядової нагороди за звитяжну працю в розбудові соціалістичного господарства — ордена Леніна, був удостоєний і голова колгоспу Тимчук Семен Йосипович. В 1959 році відбулося укрупнення господарства — колгоспи Зірного і Теклівки було об'єднано і перейменовано в колгосп імені Шевченка. В березні 1971 року завідувачка ферми колгоспу Гоголь Наталія мала честь представляти район в складі обласної партійної організації на XXIV з'їзді КП України в Києві. Варто згадати і передовиків-механізаторів: Рожчука Павла Гордійовича, Сульжика Михайла Дмитровича. Марчука Дмитра Корнійовича, які неодноразово виходили переможцями районного соціалістичного змагання. Вони невтомною, тяжкою працею розбудовували господарство. Грошові прибутки колгоспу зростали з року в рік. Якщо в 1949 році вони становили 15 807 крб., то в 1958 році — 230 844 крб., а в 1963 році 309 871 крб. Прибутки направлялися в першу чергу на зміцнення матеріально-технічної бази колгоспу. Побудована на околиці села нова тваринницька ферма, в 1963 році став до ладу механізований кормоцех, польовий стан тракторної бригади, контора колгоспу, на кошти колгоспу збудовано сільський клуб. З року в рік збільшуються неподільні фонди колгоспу, що видно із наведеної таблиці;
В 1949 році — 1867 крб. , в 1953 році — 12294 крб. ,в 1958 році — 286524 крб., в 1963 — 451170 крб.
Після війни відкрилась початкова школа, освіта була безкоштовна. Першим директором школи була Осипова. Школа розмістилася в приміщенні колишньої польської школи. Медсестра партизанського загону «Переможці» Д. Медвєдєва Камінська Ірина Генрихівна очолила фельдшерсько-акушерський пункт. Тут же був відкритий пологовий будинок. Розміщувалися вони в одному з робітничих бараків В колишній польській казармі запрацював клуб (зав.клубом Тихончук Володимир), сільська бібліотека (зав. бібліотекою Гайдук Галина). Розширювалася і кооперативна торгівля. Відкрито на території села два промтоварних та три продуктових магазини, до послуг жителів були шевська і кравецька майстерні. Товарообіг державної та кооперативної торгівлі в 1962 році становив 177 000 крб.. а в 1963 році — 238 000 крб.(22) В 1963 році розпочато будівництво приміщення комбінату побутових послуг, який задовольняв потреби людей аж до розпаду СРСР. Економічна криза 90-х років змусила його припинити роботу. В 1948 році створюються партійні організації в колгоспі і на спиртзаводі. Очолили їх Романенко Микола Гордійович та Шпарук Клим Корнійович. В 1960 році в парторганізації колгоспу нараховувалось 51 член та кандидат в члени КПРС. В 1949 році створено відповідно комсомольські осередки. Серед перших комсомольців села були Сімак Володимир, Романенко Люба. Іванчук Ганна, Горбань Ганна, Гоголь Микола та Ганна. Очолила комсомольську організацію Гайдук Галина Володимирівна (спогади Дмитрука). 
Щороку нарощувався випуск продукції на спиртзаводі. З закінченням відбудови на ньому постійно проходила реконструкція старого обладнання, яке працювало ще з початку XX ст. Від сезонного виробництва в роки Польщі завод перейшов на постійний випуск продукції. В 1960 році його реконструйовано в спирто-консервний комбінат. Потужність заводу в 1961 році сягнула 42000 декалітрів спирту на рік. На заводі працює 110 робітників. В 60-х роках завершено електрифікацію заводу і села. Вік пари закінчився, старенька парова машина французького виробництва назавжди відійшла в історію, В 1947—1948 роках на болоті, в урочищі Гало, на західній околиці села, починається промислове добування торфу, як палива для Зірненського спиртзаводу і Моквинської паперової фабрики. Для доставки торфу будується вузькоколійна залізнична дорога Зірне- Моквин. За основу була взята вузькоколійка Березне-Моквин (Костопільського району), яку демонтували після серії підривів її бандерівським підпіллям. Для транспортування торфу використовували паровози. Машиністами були Колос Микола. Добування торфу з року в рік зростало і за рахунок використання машин, і через зростаючу потребу його як побутового палива для населення цілого району. Очолював це виробництво Кішман … Торфовиробництво проіснувало аж до початку 70-х років і було згорнуте через будівництво торфобрикетного заводу, який випускав уже більш ефективне паливо.
Наявність промислової виробничої бази, організація одного з перших в області колективного господарства, а також близькість до районного центру зумовили швидке зростання кількості населення і забудову села. Саме друга половина XX століття і була визначальною для цього процесу. Якщо після війни постійних жителів, які були робітниками маєтку, було декілька десятків, то станом на 15 січня 1959 року загальна чисельність населення становила вже 1890 чоловік, в 1963 році населення збільшилося до 1978 чоловік, а кількість дворів сягнула 446. Тільки за 1962-63 роки в селі було зведено 35 житлових будинків. Процес збільшення кількості населення пришвидшився після початку кампанії ліквідації так званих неперспективних сіл в другій половині 50-х років. Він тривав не тільки в хрущовську епоху, а й продовжувався за часів керівництва державою Л. І. Брежнєва в 60-80-ті роки. Закінчилося все тим, що навколишні хутори Занакот, Чорнило, Очеретянка та інші зникли з адміністративної карти України. Цей процес здійснювали через насильство над людьми: викорчовували біля обійсть сади, розорювали присадибну ділянку по самі господарські будівлі, закривали школи, укрупнили і ліквідували колгоспи, не підводили електрики і доріг. Після цих «експериментів» влади нічого не залишалося як покидати свою малу батьківщину і будуватись в селі.
12 червня 2020 року, відповідно до розпорядження Кабінету Міністрів України № 722-р від «Про визначення адміністративних центрів та затвердження територій територіальних громад Рівненської області», увійшло до складу Березнівської міської громади.
19 липня 2020 року, в результаті адміністративно-територіальної реформи та ліквідації Березнівського району, село увійшло до складу Рівненського району.

## Культура

### Бібліотека

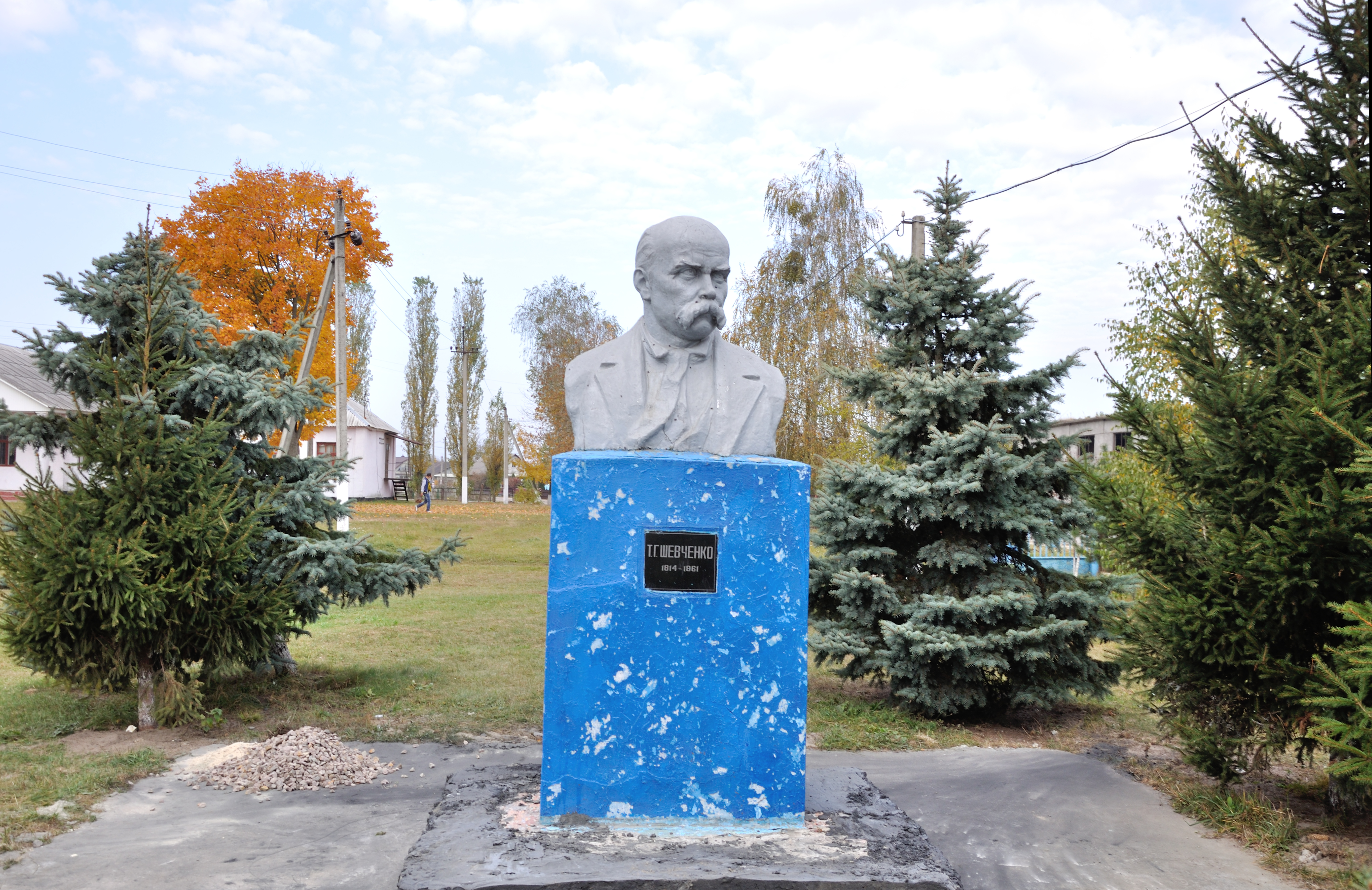
Пам'ятник Т. Г. Шевченку

Перша бібліотека була заснована близько 1952 року. Знаходилося її приміщення в колишніх польських казармах. Першим бібліотекарем була Гайдук Галина Володимирівна. Гайдук Г. В. 38 скликань підряд обиралася депутатом сільської ради. Була обрана народним засідателем районного суду, головою адмінкомісії сільської ради, членом виконкому сільської ради, активна учасниця художньої самодіяльності, членом правління колгоспу ім. Шевченка. Освіта — Дубенське культурно освітнє училище.
В 1957 році було побудоване нове приміщення сільського будинку культури і туди ж перенесена сільська бібліотека
В 1972 році бібліотека обслуговувала 2 села: Зірне та Теклівку, у яких проживало 2157 чоловік із них дорослого населення 1547 чол.
Бібліотека обслуговувала 1086 читачів, із них — 320 дітей
Бібліотечний фонд становив 12296 книг, зокрема:
2352 — суспільно-політичної;
404 — природничої;
178 — технічної;
836 — сільськогосподарської;
7649 — художньої;
443 — дитячої.
Надходження книг було централізоване. Крім цього бібліотека в 1972 році за кошти з культфондів місцевого колгоспу придбала літератури на суму 225 крб (карбованців) та телевізор «Берізка».
З 13 лютого 1973 — по 01 жовтня 1998 року бібліотекою у Зірненській тоді восьмирічній школі завідувала бібліотекою Мельник Галина Адамівна.
Проводила у школі різноманітні заходи для зацікавлення дітей книгою, брала участь у республіканському огляді-конкурсі на найкраще збереження навчальної книги і була нагороджена почесною грамотою міністерства освіти Української РСР (6 листопада 1987 року) за активну участь і досягнуті успіхи.
В 1976 бібліотеку перенесли в новопобудоване приміщення, де знаходилася контора колгоспу ім. Шевченка та сільська рада. Вона займала 3 кімнати.
З 1978—1989 роки в бібліотеці працювали вже 2 працівники Гайдук Г. В. та Окерешко Людмила Василівна. Окерешко Л .була активною учасницею художньої самодіяльності.
З 1991 року в бібліотеці працювали Тимощук Марія Володимирівна, Калініченко Алла Адамівна (1993—1995), Ленчинець Віта.
З 1997 року в сільському абонементі на посаді бібліотекаря працює Саванчук Валентина Василівна.
Восени 2014 року Саванчук В. В. брала участь у фото конкурсі «Читати усюди». 22 роки співала у районному народному хорі «Богуш», була депутатом сільської ради, головою адмінкомісії, брала активну участь громадському житті села. Освіта вища. Закінчила Житомирський сільськогосподарський інститут за спеціальністю зооінженер, проходила курси керівних кадрів у Рівненському інституті удосконалення кадрів.
З 10 жовтня 1998 по 2002 рік бібліотекарем шкільного абонементу працює Гаврилюк Галина Олексіївна.
В 2002 році згідно рішення Рівненської обласної ради відбулося об'єднання сільської бібліотеки із шкільною. Бібліотека стала називатися Публічно-шкільна бібліотека філія № 27 КЗ «Березнівської ЦСПШБ» і займає одну кімнату в приміщенні сільської ради та одну кімнату в школі. На час 2015 року фонд бібліотеки нараховував: шкільний абонемент 12384 примірників літератури, з них: 7047 підручників та 12 журналів, а також 32 електронних ресурси. Сільський абонемент 6945 примірників літератури. З них: 93 журналів, 8 електронних носіїв. Об'єднання бібліотек дало змогу якісніше обслуговувати читачів, особливо школярів. Працівники бібліотеки проводять різноманітні заходи, зустрічі з цікавими людьми, почали ефективніше працювати клуби за інтересами «Казкарик» в школі, та «Умілі ручки» в приміщенні сільської бібліотеки.
Працівниками бібліотеки практикується книгоношення.
Працюємо з різними категоріями користувачів.
Беремо активну участь в художній самодіяльності.
В бібліотеці постійно проводяться виставки робіт місцевих майстрів.
В 2003 році за рахунок спонсорських коштів було придбано 139 книг на суму 1000 грн.
З 02 січня 2003 по жовтень 2011 року обов'язки завідувачки бібліотеки виконувала Пономаренко Світлана Анатоліївна.
Яка активно організовувала роботу масових заходів: акції, конкурси. Світлана Анатоліївна нагороджена: почесною грамотою управління освіти і науки Рівненської обласної державної адміністрації за перемогу в обласному етапі Всеукраїнської акції «Живи книго!», грамотами: начальника відділу освіти (за І місце у районному огляді-конкурсі на найкраще збереження навчальної книги «Живи книго!»), відділу культури Березнівської районної державної адміністрації. Брала активну участь у художній самодіяльності школи, була учасником шкільного хору.
З 2011 по серпень 2013 року бібліотекою завідувала Коваль Наталія Віталіївна (освіта вища) Яка організовувала роботу гуртка «Казкарик», «Книжкова лікарня».
В 2013 році працівники бібліотеки взяли участь в конкурсі «Організація нових бібліотечних послуг з використанням вільного доступу до інтернету» започаткований Радою міжнародних наукових досліджень та обмінів (IREX) у рамках програми «Бібліоміст» для українських публічних бібліотек і стала переможцем. Відповідно до проекту бібліотека отримала: 3 комп'ютери, принтер, сканер. Згідно умов конкурсу 1 комп'ютер для бібліотеки закупила Зірненська сільська рада, яку очолює Старінській Віталій Сергійович. І завдяки сільському голові жителі нашого села отримали безкоштовний доступ до мережі Інтернет, який оплачує сільська рада. 

В грудні 2013 року відбулося урочисте відкриття пункту безкоштовного доступу до мережі інтернет.
З серпня 2013 року в шкільному абонементі на посаді завідувачки бібліотеки почала працювати Чабан Ольга Миколаївна
В 2014 році бібліотекар Саванчук В.В пройшла трьохмодульне навчання на базі Рівненської державної обласної бібліотеки.
В бібліотеці користувачі мають можливість безкоштовного доступу до Інтернет, провести цікаве дозвілля, отримати нові знайомства, мати безперервну самоосвіту. Сучасні користувачі бібліотеки мають змогу прийти в бібліотеку і отримати те, що їх цікавить.
За допомогою мережі Інтернет користувачі мають можливість користуватися електронною поштою, Скайпом, робити замовлення в інтернет-магазинах, мати доступ до необмежених ресурсів мережі Інтернет. Публічно-шкільна бібліотека стала справжнім центром життя громади, а працівники бібліотеки мають змогу проводити різноманітні заходи пов'язані з використання інноваційних технологій, формувати власні електронні ресурси, представляти бібліотеку у соціальних мережах.
27-29 травня 2014 р. Чабан О. М. брала участь у Літній школі молодих бібліотекарів «Сучасна бібліотека: нові можливості для молоді» і отримала сертифікат Рівненського обласного відділення УБА та Рівненської обласної бібліотеки для молоді.
Бібліотекарем Саванчук В. В. створено блог «Історичне Zirne», у якому висвітлена історія села та його сучасність. Створено сторінку бібліотеки в Контакті.
В 2015 році Саванчук В. В.взяла участь у акції «100 000 книг для сільської бібліотеки» від Фонду Дарини Жолдак, у якій перемогла і отримала приз для бібліотеки — 100 кг книг.

### Музичні колективи
У селі діє сімейний жіночий (сестри та їх дочки) ансамбль «Родина», у репертуарі якого близько півсотні пісень. З 2012 року колектив почав працювати під керівництвом досвідченого музиканта і композитора Володимира Козака.